# Loan Bố
Loan Bố (chữ Hán: 欒布; ? - 152 TCN) là tướng thời Hán Sở và sau phục vụ cho nhà Hán trong lịch sử Trung Quốc.

## Tướng nước Yên
Theo Sử ký, Loan Bố là người nước Lương. Thời nhà Tần, Loan Bố nhà nghèo, thường giao du với Bành Việt. Sau đó vì nghèo khổ quá, ông cùng Bành Việt tha hương sang nước Tề làm thuê ở nhà bán rượu. Được mấy năm, Bành Việt bỏ đi đến đầm Cự Dã làm cướp, còn Loan Bố bị người ta cướp bán làm nô lệ ở nước Yên.
Loan Bố vì việc trả thù cho chủ nhà mình mà trở nên nổi tiếng, được tướng Yên là Tạng Đồ thu dụng và cho làm Đô úy. Năm 206 TCN, Tạng Đồ được Hạng Vũ phong làm Yên Vương, bèn cho Loan Bố làm tướng quân.
Năm 202 TCN, Lưu Bang thắng Hạng Vũ lên làm hoàng đế, tức là Hán Cao Tổ. Tạng Đồ thần phục, tiếp tục được làm Yên Vương. Nhưng không lâu sau Lưu Bang nghe tin Tạng Đồ làm phản, bèn mang quân đi đánh Yên. Loan Bố cùng Yên vương Tạng Đồ đều bị bắt làm tù binh.

## Khóc Lương vương
Lúc đó Bành Việt có công với nhà Hán đã được phong làm Lương Vương. Nghe tin Loan Bố bị bắt, Bành Việt đến tâu với Lưu Bang, xin chuộc Loan Bố về và phong làm đại phu ở nước Lương.
Năm 197 TCN, Bành Việt sai Loan Bố đi sứ nước Tề. Trong khi ông chưa về thì Trần Hy làm phản. Lưu Bang triệu tập Lương vương Bành Việt đến hội quân để đánh Hy, nhưng Bành Việt cáo ốm không đi, chỉ cho bộ tướng đi thay. Hán Cao Tổ và Lã Hậu quy tội cho Bành Việt mưu phản, nên bắt và kết án giết ba họ. Sau đó, Lưu Bang cho bêu đầu Bành Việt ở dưới thành Lạc Dương, ban lời chiếu nói: 
Ai cả gan thu liệm hay xem thì bắt ngay
Loan Bố ở nước Tề về, nghe tin Lương Vương Việt bị giết, bất chấp lệnh cấm, đến thẳng thành Lạc Dương quỳ khóc dưới đầu Bành Việt, vừa báo cáo công việc đi sứ, rồi cúng và khóc. Quân lính bèn bắt ông báo lên Lưu Bang. Lưu Bang gọi ông đến mắng:
Ngươi theo Bành Việt làm phản phải không? Ta cấm không ai được khâm liệm, ngươi một mình cúng hắn mà khóc, rõ ràng là ngươi theo Việt làm phản!
Lưu Bang sai mang ông bỏ vào vạc nấu chết. Lúc đang đưa Loan Bố đến vạc nước sôi, ông quay lại nói:
Cho tôi nói một lời rồi sẽ chết.
Lưu Bang đồng ý cho nói. Loan Bố thưa:
Khi vua đang bi nguy khốn ở Bành Thành, bị bại trận ở giữa miền Vinh Dương, Thành Cao, nhưng Hạng Vương vẫn không sao đi về hướng Tây chỉ là có Bành Việt ở đất Lương cùng hợp tung với Hán làm khổ cho Sở. Trong lúc bấy giờ Bành Vương chỉ cần nghiêng về một bên theo Sở thì Hán bị diệt, theo Hán thì Sở bị diệt. Vả chăng khi gặp nhau ở Cai Hạ, nếu không có Bành Việt thì họ Hạng chưa đến nỗi mất. Thiên hạ đã định, Bành Vương được chặt phù, nhận đất phong cũng là muốn truyền đến vạn đời. Nay bệ hạ mới một lần bảo Lương đem binh đến, Bành Vương bị bệnh không đi được thế mà bệ hạ nghi cho là phản. Tội phản chưa thấy, lấy điều vụn vặt để giết, sợ công thần ai cũng tự cho mình sẽ nguy. Nay Bành Vương đã chết thần sống cũng không bằng chết, xin chịu nấu.
Lưu Bang thấy ông nói có lý, bèn tha tội cho và phong làm Đô úy.

## Thời Văn Đế, Cảnh Đế
Thời Hán Văn Đế, Loan Bố làm tướng quốc ở Yên, sau lại làm tướng quân. Ông thường nói:
Khốn cùng mà không nhục đến thân, nhụt mất chí thì không phải là người; phú quý mà không làm được thỏa thích ý muốn thì không phải là hiền.
Do đó, ai có ân đức với mình thì ông báo ơn hậu; ai có oán với mình thì ông lấy luật pháp giết hại.
Năm 154 TCN thời Hán Cảnh Đế, 5 nước chư hầu theo Ngô và Sở làm phản. Loan Bố có công tham gia cùng Chu Á Phu dẹp loạn nên được phong là Dư Hầu. Sau đó ông làm tướng quốc nước Yên.
Do Loan Bố có nhiều uy tín nên ở giữa nước Yên và nước Tề đều làm sinh từ thờ Loan Bố ngay lúc ông còn sống, gọi là "Đền Loan Công".
Năm 152 TCN, Loan Bố qua đời. Ông đã sống qua hơn 60 năm từ thời nhà Tần qua biến loạn Hán Sở và 5 đời vua Hán (Cao Đế, Huệ Đế, Thiếu Đế, Văn Đế, Cảnh Đế). Con ông là Loan Bồn tập tước cha làm Thái thường.

## Bình luận
Tư Mã Thiên bình luận về hành động liều chết khóc Bành Việt của Loan Bố trong Sử ký như sau:
Loan Bố khóc Bành Việt, nhảy vào vạc nước sôi như về nhà. Người ấy thực biết chỗ phải chết không xem trọng cái chết. Dù người liệt sĩ thời xưa cũng làm sao hơn được.